# BBC Live & In-Session
BBC Live & In-Session es un álbum en vivo de la banda británica Motörhead lanzado el 20 de septiembre de 2005 por el sello Sanctuary. Contiene sus interpretaciones en la emisora de radio BBC Radio 1 y un concierto grabado en el Paris Theatre de París. Jason Birchmeier del sitio Allmusil le dio tres estrellas y media de cinco y opinó: «No hay nada sobre todo revelador aquí», «sin embargo, el coleccionista aficionado estará encantado de tener estas sesiones [de grabación] fáciles de obtener en tal formato, y finalmente, eso es porque esta publicación será más interesante, coleccionistas y solo coleccionistas».

## Lista de canciones
Compuestos por Eddie Clarke, Ian Kilmister y Phil Taylor, salvo los indicados.

### Disco uno

#### John Peel In-Session (25 de septiembre de 1978)
1. «Keep Us on the Road» – 5:18
2. «Louie Louie» (Richard Berry) – 2:44
3. «I'll Be Your Sister» – 3:14
4. «Tear Ya Down» – 2:38

#### In-Concert - Live From Paris Theatre, London (16 de mayo de 1979)
1. «Stay Clean» – 3:14
2. «No Class» – 2:46
3. «White Line Fever» – 2:38
4. «I'll Be Your Sister» – 3:28
5. «Too Late, Too Late» – 3:27
6. «(I Won't) Pay Your Price» – 3:16
7. «Capricorn» – 4:14
8. «Limb from Limb» – 5:28

### Disco dos

#### David Jensen Show (6 de octubre de 1981)
1. «Fast and Loose» – 4:19
2. «Live to Win» – 3:34
3. «White Line Fever» – 2:22
4. «Like a Nightmare» – 4:11
5. «Bite the Bullet»/«The Chase Is Better Than the Catch» – 6:06

#### Friday Rock Show (16 de agosto de 1986)
1. «Killed by Death» (Phil Campbell, Michael Burston, Kilmister, Pete Gill) – 5:23
2. «Orgasmatron» (Campbell, Burston, Kilmister, Gill) – 5:06
3. «Doctor Rock» (Campbell, Burston, Kilmister, Gill) – 3:25
4. «Deaf Forever» (Campbell, Burston, Kilmister, Gill) – 4:19
5. «Orgasmatron (Spoken Word)» (Kilmister) – 1:30

- Fuente:[1][6][2]

## Personal
- Richard Berry - composición.
- Michael Burston - composición.
- Phil Campbell - composición.
- "Fast" Eddie Clarke - composición.
- David Dade - ingieniería de sonido.
- Curtis Evans - diseño.
- Peter Gill - composición.
- Lemmy Kilmister - composición.
- Lemmy - composición.
- Bob Sargeant - producción.
- John Sparrow - producción
- Phil "Philthy Animal" Taylor - composición.
- Nick Watson - masterización.

Fuente: